# Liste der Monuments historiques in Verneuil-Grand
Die Liste der Monuments historiques in Verneuil-Grand führt die Monuments historiques in der französischen Gemeinde Verneuil-Grand auf.

## Liste der Objekte
| Bezeichnung | Beschreibung                                                    | Standort                       | Kennzeichnung | Schutzstatus | Datum | Bild |
| ----------- | --------------------------------------------------------------- | ------------------------------ | ------------- | ------------ | ----- | ---- |
| Takenplatte | Gusseisen, bezeichnet 1735; aus dem jansenitischen Gemeindehaus | in der Kirche St-Médard (Lage) | PM55002701    | Inscrit      | 2010  |      |
| Kruzifix    | Holz, 17. Jahrhundert, Edme Bouchardon zugeschrieben            | in der Kirche St-Médard (Lage) | PM55000718    | Classé       | 1956  |      |